# Johann Muckel
Pour les articles homonymes, voir Muckel.

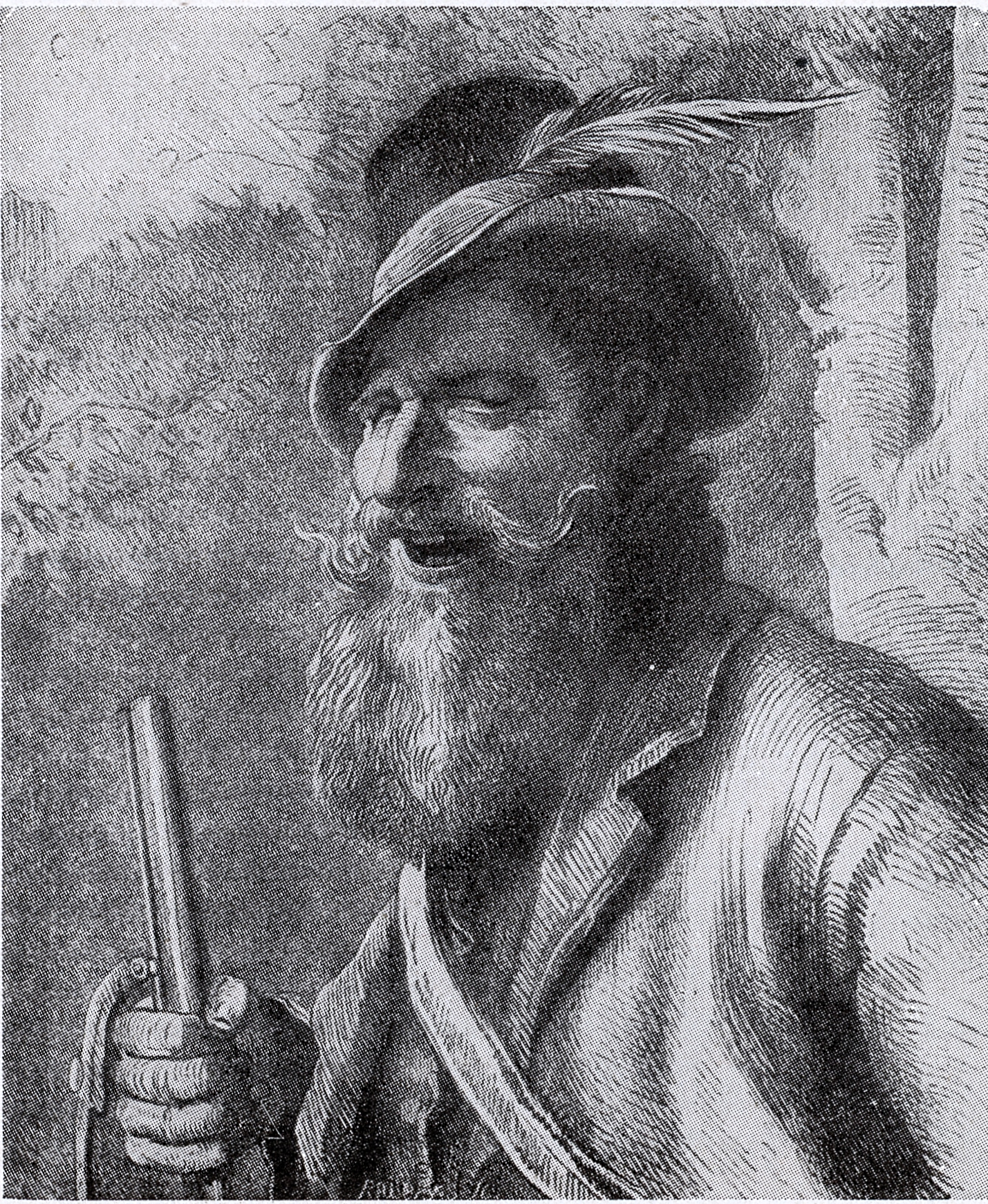
Johann Muckel dessiné par Carl Maria Seyppel.

Johann Muckel (né le 9 décembre 1814 à Lintorf, mort le 18 septembre 1882 à Düsseldorf) est un braconnier devenu une figure originale de Düsseldorf.

## Biographie
Johann Mucke braconne sur les terrains de chasse des comtes de Hatzfeld et de Spee et revend ses prises à des clients de la vieille ville de Düsseldorf. Lorsqu'il est arrêté, il parvient souvent à inventer une ruse pour échapper à la police, aux garde-chasses et aux douaniers. Il devient plus connu par le surnom de "Muggel", son habileté face aux forces de l'ordre est célébré avec joie dans les bars de la vieille ville.
Frédéric de Prusse, qui réside en tant que commandant d'un régiment de cuirassiers prussiens au château de Jägerhof de 1821 à 1848, demande vers 1847 la clémence pour "Muggel" au nom du roi de Prusse.
Johann Muckel est le grand-père de Johann Anton Hubert Wilhelm Muckel, alias Peter Muckel (de), poète de rue de Düsseldorf.

## Source de la traduction
- (de) Cet article est partiellement ou en totalité issu de l’article de Wikipédia en allemand intitulé « Johann Muckel » (voir la liste des auteurs).